# Sinustrombus
Genre
Sinustrombus est un genre de mollusques gastéropodes de la famille des Strombidae. 

## Liste des espèces
Selon World Register of Marine Species (22 octobre 2020) :
- Sinustrombus latissimus (Linnaeus, 1758)
- Sinustrombus sinuatus (Lightfoot, 1786)
- Sinustrombus taurus (Reeve, 1857)

## Galerie

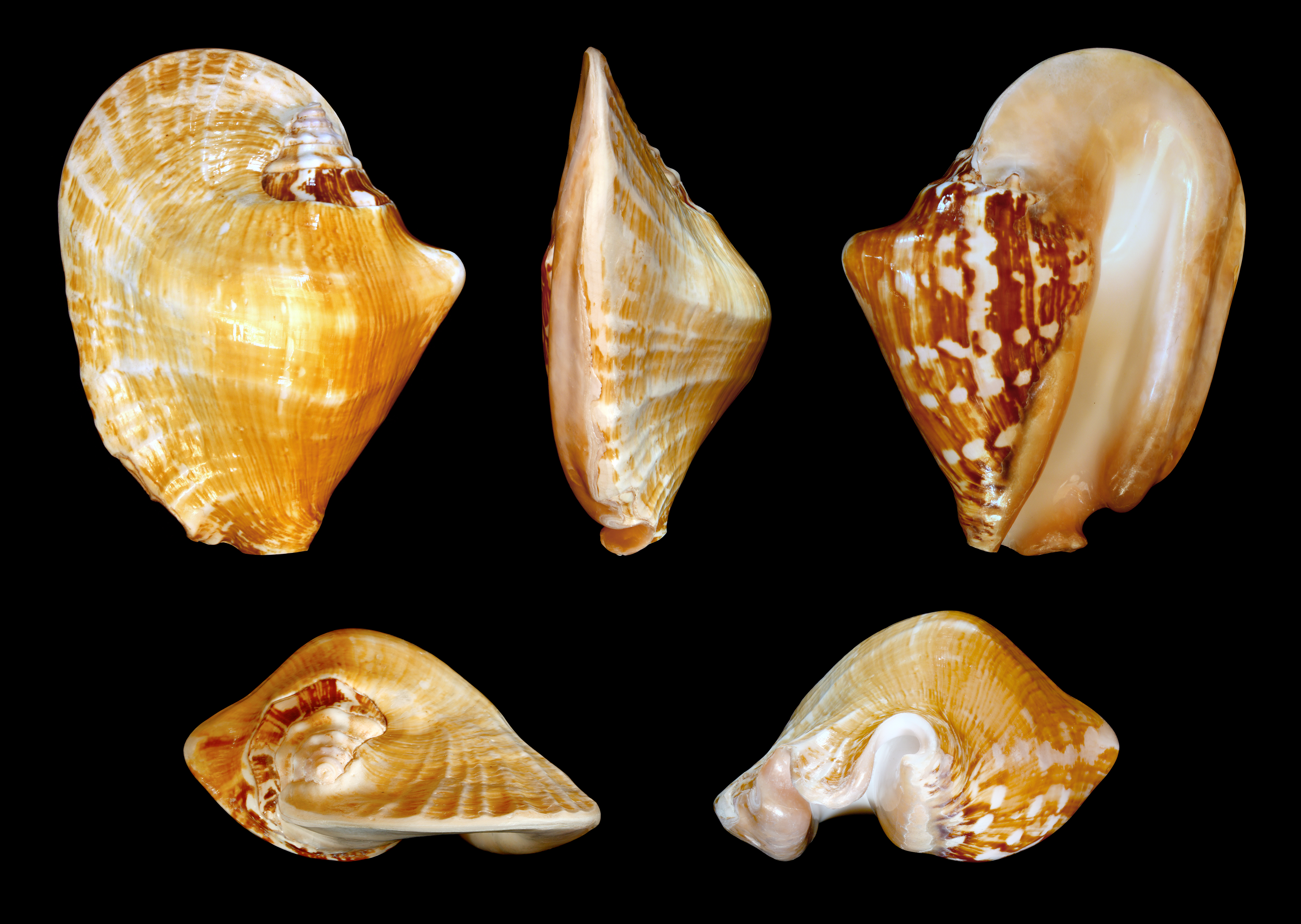
Sinustrombus latissimus.
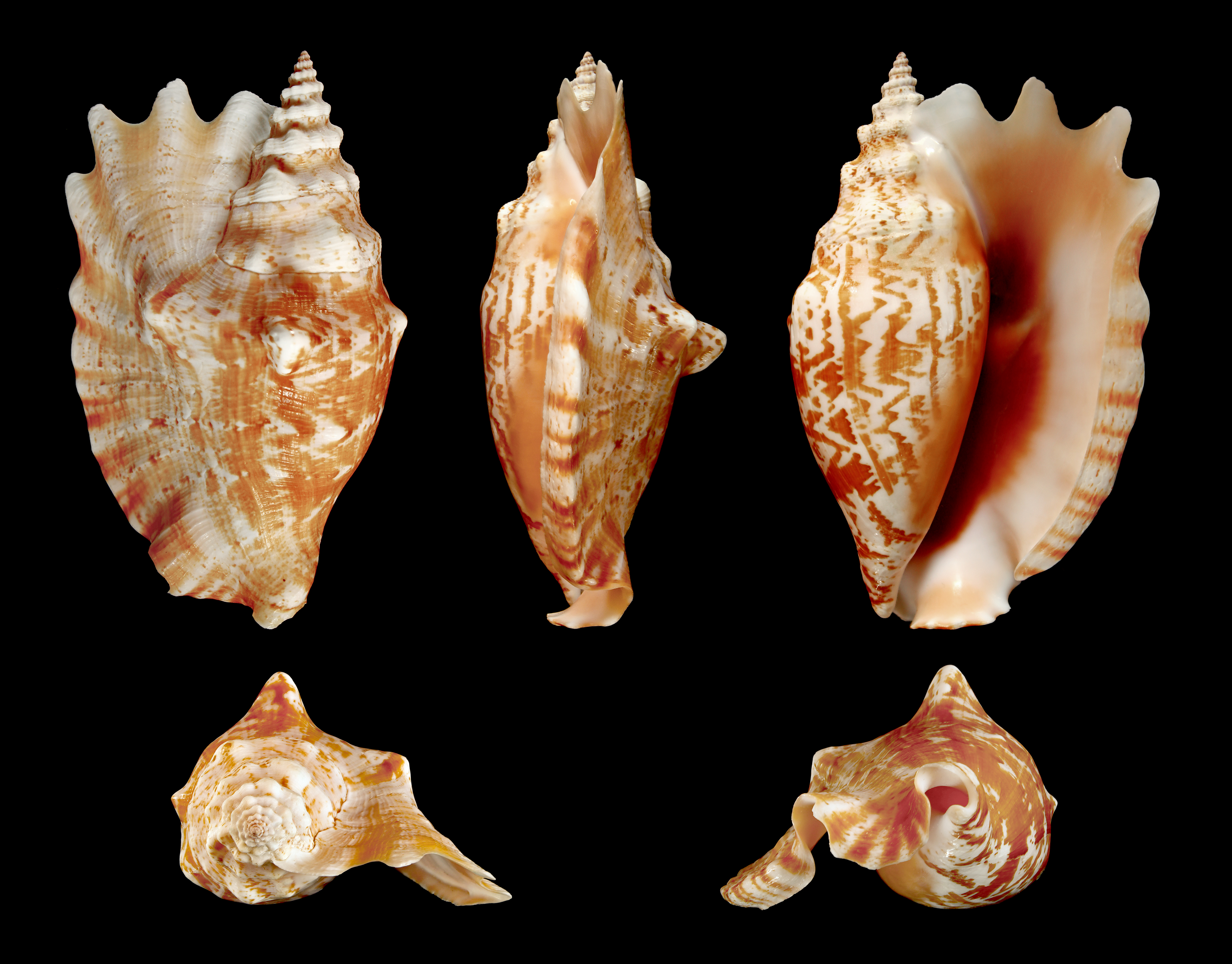
Sinustrombus sinuatus.